# Габријела Заполска
Марија Габријела Стефанија Корвин-Пјотровска (1857–1921), позната као Габријела Заполска, била је пољски романописац, драматург, природњак, фељтонист, позоришни критичар и сценска глумица. Заполска је написала 41 драму, 23 романа, 177 кратких прича, 252 публицистичких дела, један филмски сценарио и преко 1.500 писама. 
Заполска је добила највише признања за своје друштвено-сатиричне комедије. Међу њима, Морал гђе. Дулска – трагична фарса о малограђанима – сматра се најпознатијом интернационално. Сматра се обележјем ране модернистичке пољске драме.  Њене позоришне представе су превођене на стране језике, извођене у пољским и европским позориштима, као и адаптиране за радио и филм. И сама Заполска је играла на сцени у преко 200 представа у Варшави, Кракову, Познању, Лавову, Санкт Петербургу и Паризу.

## Биографија
Заполска је рођена 30. марта 1857. године у Подхајцеу у Галицији, у имућној породици пољских властелина. У то време, као резултат Треће поделе Пољске, ова територија је припојена Аустријском царству. Њен отац, Винценти Казимир Јан Корвин-Пјотровски, био је маршал Волињске шљахте. Њена мајка - Јозефа Карска, бивша је балетска играчица.  Архивирано на веб-сајту  (20. март 2017) Заполска је студирала на Институту Сакре Кер и Институту за образовање и науку у Лавову. Године 1876. њена породица ју је приморала да се уда за пољског поручника царске гарде, Константија Сњежко-Блоцког, али га је убрзо напустила и развела се 1888. Током година 1879–1880 живела је у Варшави, где је глумила у аматерском позоришту које је водило Филантропско друштво. Године 1881. Заполска је затруднела у ванбрачној вези и напустила је породицу.  Исте године је дебитовала у својој краткој причи Jeden dzień z życia róży (Један дан у животу руже). Следеће године, 1882, постала је професионална глумица у краковском позоришту и преузела псеудоним Габријела Заполска. Глумила је и у Познању, и у путујућим трупама широм Конгресне Пољске. У октобру 1888. наводно је покушала самоубиство. 
Године 1889. Заполска се преселила у Париз у нади да ће остварити уметничку каријеру. Тамо је играла мање улоге у булеварским позориштима, Théâtre Libre (Слободно позориште) и Théâtre de l'Œuvre. Играла је у сценској адаптацији Intérieur (Ентеријер) Мориса Метерлинка у Théâtre de l'Œuvre. У Паризу је Заполска успоставила контакте унутар уметничког миљеа као и са пољским социјалистичким емигрантима, што је утицало на њене друштвене ставове.
По повратку у своју земљу настанила се у Кракову и глумила у вртним позориштима, путујућим трупама, а затим у Краковском позоришту Јулијуша Словацког у режији Тадеуша Павликовског. Њена пркосна природа довела је до сукоба са директорима позоришта. Након одласка Павликовског, 1900. године је напустила уговор. Након тога, Заполска је поставила своју сцену која је с времена на време била активна. Године 1902. Заполска је водила драмску школу у Кракову, а касније је основано Независно позориште Габријела Заполска. Њено искуство у Паризу омогућило јој је да продуцира две Метерлинкове сценске адаптације – Princess Maleine (Принцеза Мален) и L'Intruse (Уљез), обе креиране 1902.
Године 1904. преселила се у Лавов и удала се за сликара Станислава Јановског. Постала је покровитељ путујућег позоришта названог по њој (Габријела Заполска позориште) које је током година 1907–1908 гостовало по Галицији. Од другог мужа се развела 1910. У годинама 1912–1913 Заполска је била књижевни директор Театра Премијер. Као фељтониста и позоришни критичар сарађивала је са новинама Gazeta Krakowska, Słowo Polskie, Nowa Reforma, Ilustracja Polska and Wiek Nowy. Године 1915, након што је Лавов заузела руска војска, водила је малу посластичарницу. Заполска је умрла 17. децембра 1921. у Лавову (данас Лавов, Украјина) и сахрањена на тамошњем Личаковском гробљу.

## Стил и теме
Делима Габријеле Заполске доминирао је натурализам – књижевни покрет који је желео да реплицира свакодневну стварност. На њу је углавном утицао Емил Зола, француски писац природњак. Њен рад има новинарски и дидактички тон. Она је приказивала животе најсиромашнијих и најугроженијих људи, укључујући пролетере, Јевреје, слуге, проститутке итд.
Ликови у делима Заполске су углавном обичног типа. Она има тенденцију да прескочи психолошку анализу јер је она била специфична за писце Младе Пољске. Такође је покренула контроверзне теме, као што су проституција и венеричне болести (O czym się mówi, O czym się nawet myśleć nie chce).
Заполска је створила оштроумне и огорчене књижевне ликове, попут оних у њеним најпознатијим делима, Moralność pani Dulskiej, Żabusia, Ich czworo. Tragedia ludzi głupich, Sezonowa miłość, и Panna Maliczewska.

### Проза
Габријела Заполска је дебитовала у својој краткој причи 1881. Jeden dzień z życia róży. Многи њени рани радови објављени су у деловима у Лавову, а затим у варшавској штампи, углавном у Przegląd Tygodniowy. Своје ране приповетке сакупила је у свесци Z dziejów boleści (1890). Њени романи и приповетке превођени су на многе језике, укључујући енглески, руски, немачки, шведски, чешки, словачки, мађарски, украјински. Заполска је критикована од стране конзервативаца због више натуралистичких аспеката њених радова, као што су уочени неморал, беда, табу теме, итд. Значајна дела Заполске прозе укључују:
- Jeden dzień z życia róży (1881)
- Małaszka (1883)
- Kaśka Kariatyda (1885–1886)
- Przedpiekle (1889)
- Menażeria ludzka (1893)
- Janka (1895)
- Fin-de-sièclistka (1897)
- Zaszumi las (1899)
- Sezonowa miłość (1904)
- Córka Tuśki (1907)
- Pani Dulska przed sądem (1908)
- O czym się nie mówi (1909)
- Śmierć Felicjana Dulskiego ( 1911)
- Kobieta bez skazy (1913)
- O czym się nawet myśleć nie chce (1914)

### Драме
Заполска је најпознатија по својим драмама, друштвено-сатиричним комедијама и трагикомедијским делима. Њена Moralność pani Dulskiej, "Малограђанска трагична фарса", сматра се њеним најпознатијим делом и сматра се обележјем ране модернистичке пољске драме. Прича Moralność pani Dulskiej настављена је у две приповетке — Pani Dulska przed sądem и Śmierć Felicjana Dulskiego. Њене драме су превођене на друге језике, игране на пољским и европским позорницама и адаптиране на радио и филм. Значајне Запољске драме укључују:
- Żabusia (1897)
- Małka Szwarcenkopf (1897)
- Jojne Firułkes (1898)
- The Morality of Mrs. Dulska (1906)
- Ich czworo. Tragedia ludzi głupich (1907)
- Skiz (1908)
- Panna Maliczewska (Miss Maliczewska, 1910)

## Филмске адаптације
Филмови засновани на романима или драмама Заполске укључују:
- Carewicz (1918) – режија Marian Fuks
- Tamten (1921) – Władysław Lenczewski
- The Unspeakable (1924) – Edward Puchalski
- Policmajster Tagiejew (1929) – Juliusz Gardan
- Moralność pani Dulskiej (1930) – Boleslaw Newolin
- O czym się nie mówi (1939) – Mieczysław Krawicz
- Morálka paní Dulské (адаптација Moralność pani Dulskiej, 1958) – Jiří Krejčík; чехословачки филм